# 危险关系 (2012年电影)
《危险关系》（英語：Dangerous liaisons），是中博传媒出品、韩国导演许秦豪执导的一部2012年华语电影，严歌苓改编自法国作家拉克洛所写的书信体小说《危险关系》。中国大陆和韩国于2012年9月27日上映。

## 剧情
谢易梵是1930年代的上海滩一名风流的富二代，莫婕妤是一名上海女实业家、交际花。端庄女子杜芬玉的丈夫去世了，她作为谢易梵的远房亲戚来到了谢家居住。谢易梵想泡上杜芬玉，并与莫婕妤订下了赌注：如果他能把芬玉追到手，那么莫婕妤就要成为谢易梵的女人；如果他失败了，就要帮助婕妤拿下港口处的一块地皮。谢易梵一直不停地向芬玉表达关心和示爱，但芬玉一直对他的亲近有所抵触，因为她听别人说过易梵是有名的花心少爷。另一方面，少女贝贝在跟美术系大学生戴文舟学习绘画的过程中双方产生了感情，婕妤为了破坏贝贝与她未婚夫（金之涣）的关系，就帮助了贝贝和戴文舟感情的深入发展，直到贝贝的妈妈发现了贝贝与文舟的情感关系，就强迫两人分开。谢易梵借机占有了贝贝的身体，导致贝贝生病住院，贝贝之母则以为女儿生病是因为她阻挠女儿的自由恋爱所导致的。
后来经过易梵一次又一次的进攻，渴望情感的芬玉终于接受了他的爱。在易梵成功占有芬玉的身体后，他就去找婕妤说他赢得了赌注，可婕妤说他还需要将芬玉再亲手抛弃掉才算成功，然而易梵此时却没有伤害芬玉的勇气。在一次酒后，喝醉的易梵去找婕妤，发现原来她跟戴文舟好上了，当晚易梵睡在了婕妤的床上并喊着芬玉的名字。婕妤发现他已经爱上了芬玉。次日一早婕妤就找了个机会把芬玉叫来想让易梵难堪，易梵面对芬玉称他已经厌倦芬玉了，芬玉只是他和婕妤两人的一个赌注，令芬玉痛苦地离开。然后易梵认为自己赌赢了想要占有婕妤，可是婕妤并没有答应还嘲笑了他，气愤的易梵表示要摧毁婕妤。易梵离开后，婕妤就把易梵占有贝贝的事告诉给了戴文舟。
在芬玉走后，后悔的易梵去追芬玉，路上他遭到了文舟的枪击。受伤后一直流血的易梵找到了试图自杀的芬玉，面对易梵要求再见她一面的哀求，芬玉并没有开门。直到易梵因伤重失血过多，最后在雪地上死在了芬玉的怀里。
芬玉后来从事教育孩子的公益事业。而对于易梵的死，婕妤也感到内疚和悲伤。

## 演员表
| 演員   | 角色   | 備註                                   | 粵語配音 |
| 张东健 | 谢易梵 | 富二代，花花公子                       |          |
| 章子怡 | 杜芬玉 | 大学教授的遗孀                         | 曾月娥   |
| 张柏芝 | 莫婕妤 | 上海女实业家，交际花                   | 陳安瑩   |
| 窦骁   | 戴文舟 | 清贫的美术系大学生，贝贝的私人美术老师 |          |
| 卢燕   | 雪姑妈 | 谢易梵的外婆                           |          |
| 王奕瑾 | 贝贝   | 富家女                                 |          |
|        | 朱太太 | 贝贝之母                               |          |

## 创作
许秦豪早在2001年时就想把《危险关系》拍成同名电影，当时选定的男女主角为张国荣和张曼玉，就在影片准备开拍时张国荣突然离世导致影片被搁浅。10年后该片重启，巧合的是，当年的男女主角都是张姓，而现在三位主演的姓也都是发相同的音。
2011年9月27日在上海车墩影视基地开机，同年年底结束拍摄。剧组花费两千万在南京高淳县桠溪镇“国际慢城”风景区搭建了一座奢华的欧式庄园作为电影的主要拍摄地。
由于片中有大量的情欲戏，因此许秦豪“花了不少时间去和演员们沟通场面细节，走位安排，让他们更加自然的出现在大银幕上。他还用自己擅长的细腻唯美的手法来处理这些画面。